# Iva Mladenovska
Iva Mladenovska (mazedonisch Ива Младеновска; * 14. Januar 2007 in Skopje, Republik Mazedonien) ist eine nordmazedonische Handballspielerin, die dem Kader der nordmazedonischen Nationalmannschaft angehört.

## Karriere

### Im Verein
Mladenovska begann das Handballspielen im Alter von acht Jahren beim Verein RK Kastratović. Nachdem die Linkshänderin später bei ŽRK Alušovski gespielt hatte, wechselte sie im Sommer 2020 zum Erstligisten ŽRK Metalurg. Mit Metalurg gewann sie 2022 den nordmazedonischen Pokal. Mladenovska erzielte im Finale gegen ŽRK Gjorče Petrov neun Treffer. Weiterhin nahm sie in den Spielzeiten 2021/22 und 2022/23 am EHF European Cup teil. Ab der Saison 2023/24 stand die Rückraumspielerin beim französischen Erstligisten Brest Bretagne Handball unter Vertrag. Ab dem Januar 2025 bis zum Saisonende 2024/25 war sie als medizinischer Joker für den Ligakonkurrenten Entente Sportive Bisontine Féminin spielberechtigt. Anschließend wechselte sie fest zu Entente Sportive Bisontine Féminin.

### In Auswahlmannschaften
Mladenovska läuft für die nordmazedonische Jugend- und Juniorinnenauswahl auf. Bislang nahm sie für diese Auswahlmannschaften an der U-18-Weltmeisterschaft 2022, an der U-19-Europameisterschaft 2023, an der U-17-Europameisterschaft 2023 und an der U-20-Weltmeisterschaft 2024 teil.
Mladenovska gab am 10. Oktober 2021 ihr Länderspieldebüt für die nordmazedonische A-Nationalmannschaft beim EHF Euro Cup gegen die montenegrinische Auswahl. Im darauffolgenden Jahr lief sie für Nordmazedonien bei der Europameisterschaft auf. Mladenovska stand während des Turniers insgesamt 16 Spielminuten auf dem Spielfeld und blieb ohne Torerfolg. Weiterhin nahm sie mit der nordmazedonischen Auswahl an den Mittelmeerspielen 2022 teil.